# Marilee Shapiro Asher
Marilee Harris Shapiro Asher (17 de novembro de 1912 - 11 de setembro de 2020) foi uma escultora americana, autora e sobrevivente da gripe espanhola e do COVID-19.

## Início da vida
Asher nasceu em 17 de novembro de 1912 em Chicago, filha de Bonnie Harris. Ela contraiu a gripe espanhola quando tinha seis anos. Ela começou a estudar escultura em 1936.

## Carreira
Asher teve sua primeira exposição individual na American University em 1947. Ela expôs no Smart Museum, Vassar College, Franz Bader Gallery, Washington Studio School, Studio Gallery, Cosmos Club e Warehouse Gallery. No início dos anos 2000, em busca de uma forma menos física de arte, ela estudou arte digital na Corcoran School of Art e começou a fazer fotografia digital. Em 2010, sua fotografia foi exibida no Iona Guest Show, quando ela era uma artista visitante.
Seu trabalho está na coleção permanente do Smithsonian e do Baltimore Museum of Art. Em 2019, ela estava no Ralph Nader Radio Hour discutindo como ela mantém sua vida produtiva aos 106 anos de idade. Ela escreveu uma autobiografia intitulada Dancing in the Wonder of 102 Years.

## Vida pessoal e morte
Asher foi casado duas vezes: primeiro com Bernard Shapiro em 1943, e depois com Robert Asher em 1993. Ela teve um filho e uma filha de seu primeiro casamento.
Em abril de 2020, Asher foi para o hospital com COVID-19 durante a pandemia de COVID-19 em Chicago. Ela passou cinco dias no hospital, antes de se recuperar e voltar para a Chevy Chase House, onde morava. Ela morreu em 11 de setembro de 2020, aos 107 anos.